# Gandititan
Gandititan („Titán ze země u Kan-čou“) byl rod středně velkého sauropodního dinosaura z kladu Titanosauria, žijícího na území současné jihovýchodní Číny (provincie Ťiang-si).

## Historie a popis
Fosilie tohoto sauropoda byly objevenay v sedimentech geologického souvrství Zhoutian (Čou-tchien) a mají podobu nekompletně dochované postkraniální kostry. Typový exemplář nese označení JXGM-F-V1 a na jeho základě byl v lednu roku 2024 formálně popsán nový rod a druh Gandititan cavocaudatus. Rodové jméno dinosaura odkazuje k místu objevu, zatímco druhové k přítomnosti výrazných dutin v ocasních obratlech tohoto sauropoda.
Jednalo se o menšího až středně velkého sauropoda, dosahujícího délky zhruba 14 metrů. Mezi jeho nejbližší vývojové příbuzné patřily rody Abdarainurus (sesterský taxon), a dále pak například Andesaurus, Baotianmansaurus, Dongyangosaurus, Huabeisaurus, Daxiatitan, Xianshanosaurus, Ruyangosaurus a klad Lithostrotia.